# Arthur Louis Day
Pour les articles homonymes, voir Day.
Arthur Louis Day, né le 30 octobre 1869 et mort le 2 mars 1960, est un géophysicien et volcanologue américain. Il a étudié la thermométrie à haute température, la sismologie et la géothermie.

## Biographie
Arthur Louis Day est né à Brookfield, dans le Massachusetts, de Daniel P. et de Fanie (Hobbs) Day. Il obtient son Bachelor of Arts de la Sheffield Scientific School (en) de l'université Yale en 1892. Il obtient son doctorat à Sheffield en 1894 et enseigne à Yale jusqu'en 1897. Day reçoit un doctorat honorifique de l'université de Groningue (Pays-Bas) le 1er juillet 1914,.
En 1894 et 1895, il travaille avec le physicien allemand Friedrich Kohlrausch pour étudier les propriétés conductrices des électrolytes. De 1897 à 1900, il travaille à la Physikalisch-Technische Bundesanstalt de Berlin et commence ses études de thermométrie.
Il travaille avec l'Institut d'études géologiques des États-Unis de 1900 à 1907, étudiant les propriétés des roches et des minéraux à très hautes et basses températures. Day est directeur du laboratoire de géophysique de la Carnegie Institution for Science de 1907 jusqu'à sa retraite en 1936. De 1933 à 1941, il est vice-président de l'Académie nationale des sciences. Il est président de la Société américaine de géologie en 1938.
Après sa retraite, il se rend en Nouvelle-Zélande pour poursuivre ses études de sismologie et d'énergie géothermique. Il étudie les zones volcaniques de la région jusqu'à ce qu'il doivent arrêter ses recherches en 1946 en raison de sa mauvaise santé.
Il meurt le 2 mars 1960 à Washington.

## Récompenses et héritage
Day a reçu la médaille John-Scott, la médaille Wollaston, la médaille Penrose, la médaille Bakhuis Roozeboom et la médaille William-Bowie.
En 1948, Day crée la médaille Arthur L. Day par l'intermédiaire de la Société américaine de géologie. La médaille est pour « une distinction exceptionnelle dans la contribution aux connaissances géologiques grâce à l'application de la physique et de la chimie à la solution de problèmes géologiques ».

## Vie privée
En 1900, il épouse Helen Kohlrausch, fille du physicien Friedrich Kohlrausch. Day et sa femme ont eu quatre enfants : Margaret, Dorothy, Helen et Ralph. En 1933, il épouse Ruth Sarah Easling. Ils n'ont pas eu d'enfants.